# Stadio Libero Masini
Lo stadio Libero Masini è un impianto sportivo di Santa Croce sull'Arno (PI). Ospita gli incontri casalinghi della società calcistica cittadina, la Cuoiopelli.

## Storia
È stato costruito nel 1976 e da allora ospita gli incontri casalinghi della Cuoiopelli. In tale veste l'impianto ha ospitato quindi numerose partite di Serie C2 dal 1986 al 1990 e poi nuovamente dal 2003 fino al 2009.
In questo stadio si sono disputate alcune partite in varie edizioni del Torneo di Viareggio.
Nel 2005 ha ospitato tre partite, fra le quali la finale per il 3º posto, degli Europei Under 17 giocati in Italia.
Nell'estate 2013 dopo la promozione in Lega Pro Seconda Divisione del Tuttocuoio, l'impianto ha subìto dei lavori di ammodernamento che hanno consentito alla squadra nero-verde di Ponte a Egola di poter giocare le proprie gare casalinghe nell'impianto: il "Masini" torna a essere quindi il terreno di gioco di una squadra professionistica.